# Заболотный, Иван Николаевич
Иван Николаевич Заболотный (1916—1942) — советский военный лётчик. Участник Великой Отечественной войны. Герой Советского Союза (1942, посмертно). Старший лейтенант. 4 января 1942 года на истребителе МиГ-3 тараном уничтожил немецкий бомбардировщик Юнкерс Ju 88.

## Биография
Иван Николаевич Заболотный родился 12 июля 1916 года в селе Шиповатое Волчанского уезда Харьковской губернии Российской империи (ныне село Великобурлукского района Харьковской области Украины) в крестьянской семье. Украинец. Окончил 6 классов профессионально-технической школы. В 1930 году четырнадцатилетний Иван переехал с родителями в Грозный. Работал помощником наборщика, а затем наборщиком в типографии Чечено-Ингушского национального издательства. Одновременно занимался в местном аэроклубе.
22 октября 1937 года И. Н. Заболотный был призван в ряды Рабоче-крестьянской Красной Армии и вскоре направлен в 8-ю Одесскую военную авиационную школу лётчиков. После её окончания в 1938 году он получил назначение в 16-й истребительный полк 57-й истребительной авиационной бригады Московского военного округа, который базировался на аэродроме Люберцы. Полк, в котором служил Иван Николаевич, относился к элите Красного воздушного флота. Он был укомплектован лучшими лётчиками страны и являлся непременным участником военных парадов. В парадном строю над Красной площадью Москвы не раз пролетал и лейтенант И. Н. Заболотный. 16-й истребительный авиационный полк одним из первых в частях истребительной авиации был перевооружён новыми истребителями МиГ-3. Перед самой войной 20 июня 1941 года он вошёл в состав 6-го истребительного авиационного корпуса ПВО Москвы.
Боевые вылеты командир звена старший лейтенант И. Н. Заболотный совершал с июня 1941 года. В первые месяцы войны лётчики 16-го истребительного авиационного полка ПВО производили боевые вылеты преимущественно на патрулирование своего сектора ответственности и перехваты немецких самолётов-разведчиков. Ожесточённые воздушные бои в небе Подмосковья развернулись в октябре 1941 года в ходе Битвы за Москву. Именно в этот период Иван Николаевич одержал свою первую воздушную победу. 12 октября 1941 года в небе над посёлком Барыбино Московской области он сбил вражеский бомбардировщик Ю-88.
16-й истребительный авиационный полк, являясь одним из наиболее подготовленных и боеспособных полков ПВО Москвы, в ходе боёв нанёс значительный урон противнику, сбив к концу 1941 года 83 вражеских самолёта. Особенно отличились три пилота полка: старший лейтенант И. Н. Заболотный, лейтенант И. П. Шумилов и младший лейтенант И. Ф. Голубин. На троих они сбили 38 самолётов, что составило более 20 % воздушных побед полка. О них даже были написаны стихи:
Однажды когда загремела гроза,

Враги приближались к Москве,
 
Крылатая стая на бой поднялась,
 
Три сокола шли в голове.

Взял Заболотный врага под обстрел,

Шумилов пошел на таран,
 
Смело бандита к земле пригвоздил

Отважный Голубин Иван.
4 января 1942 года И. Н. Заболотный тараном уничтожил немецкий бомбардировщик Ю-88. Из этого боя он не вернулся. В его послужном списке на этот момент числилось 110 боевых вылетов. В 20 воздушных боях он лично сбил по одним данным 10 по другим данным 12 самолётов противника.
Указом Президиума Верховного Совета СССР «О присвоении звания Героя Советского Союза начальствующему составу войск противовоздушной обороны» от 4 марта 1942 года за «образцовое выполнение боевых заданий командования и проявленные при этом отвагу и геройство» удостоен посмертно звания Героя Советского Союза.

## Награды
- Медаль «Золотая Звезда» (04.03.1942, посмертно);
- орден Ленина (04.03.1942, посмертно).
- орден Красного Знамени[6][7].

## Список известных личных побед И. Н. Заболотного
| №  | Дата       | Тип самолёта         | Место боя             |
| -- | ---------- | -------------------- | --------------------- |
| 1  | 12.10.1941 | Junkers Ju 88        | Барыбино              |
| 2  | 14.10.1941 | Junkers Ju 88        | Воскресенск           |
| 3  | 23.10.1941 | Messerschmitt Bf.109 | Каменка или Каменское |
| 4  | 29.10.1941 | Messerschmitt Bf.109 | Башкино               |
| 5  | 29.10.1941 | Messerschmitt Bf.109 | Башкино               |
| 6  | 29.10.1941 | Junkers Ju 88        | Башкино               |
| 7  | 06.11.1941 | Junkers Ju 88        | Лопасня               |
| 8  | 27.11.1941 | Dornier Do 215       | Захарово              |
| 9  | 08.12.1941 | Junkers Ju 88        | Зарайск               |
| 10 | 04.01.1942 | Junkers Ju 88        | Подмосковье           |

## Память
- Бюст Героя Советского Союза И. Н. Заболотного установлен в селе Шиповатое Харьковской области Украины.
- Именем Героя Советского Союза И. Н. Заболотного названа школа в селе Шиповатое Харьковской области Украины.
- Именем Героя Советского Союза И. Н. Заболотного названа улица в городе Грозный Чеченской Республики.
- Грозненской типографии, в которой работал Заболотный, было присвоено его имя[10].
- Имя Героя Советского Союза И. Н. Заболотного увековечено на мемориальном комплексе Славы им. А. А. Кадырова в городе Грозный Чеченской Республики.
- 7 мая 2015 года в Люберцах открыт памятник «Трём Иванам», посвящённый лётчикам 16-го истребительного авиационного полка Героям Советского Союза Ивану Заболотному, Ивану Голубину и Ивану Шумилову[11].

## Документы
- Обобщенный банк данных «Мемориал». Архивировано 10 мая 2012 года.

ЦАМО, ф. 291, оп. 2, д. 3.
ЦАМО, ф. 58, оп. 818883, д. 933.
ЦАМО, ф. 56, оп. 12220, д. 35.